# Protectorat espagnol au Maroc
1912–1958
Entités précédentes :
- Empire chérifien (1912)
- République du Rif (1926)

Entités suivantes :
- République du Rif (1921)
- Maroc (1958)

Le protectorat espagnol au Maroc (en arabe : حماية إسبانيا في المغرب [ḥimāyat isbāniyā fi-l-magrib]) est le régime de tutelle qui fut exercé par l'Espagne dans l'Empire chérifien. Mis en place par la convention franco-espagnole de Madrid du 27 novembre 1912, il faisait notamment suite au traité franco-marocain du 30 mars 1912, signé à Fès, qui avait institué le « protectorat français au Maroc » ; d'autres tractations, surtout occidentales, parfois secrètes, y ayant mené, tout comme pour le protectorat français.
Le territoire de la zone d'influence de l'Espagne au Maroc était réparti en deux zones disjointes, encadrant au nord et au sud celui sous protectorat français.
Le 7 avril 1956, près d'un mois après la France (2 mars), le retour à la souveraineté du Maroc fut officiellement reconnu par l'Espagne, mais de facto, seule la zone nord fut alors restituée. La zone sud n'a été récupérée qu'en 1958.
La région nord sous protectorat espagnol fait partie intégralement des territoires revendiqués par les indépendantistes rifains avec l'intégralité de la région des Yat Iznassen, de la région de Tanger, et de la région de Triffa, toutes citées dans l'hymne national rifain.

## Géographie
Le territoire sous influence de l'Espagne, de 47 000 km2, se composait :
- d'une partie septentrionale de 21 000 km2[2], constituée du Rif et du Habt (péninsule Tingitane) : « de l'embouchure de la Moulouya sur la mer Méditerranée à celle du Loukkos sur l'océan Atlantique, exception faite de l'enclave réservée au futur territoire de la zone de Tanger »[3] ;
- d'une partie méridionale de 26 000 km2[2], au sud de l'oued Drâa[4] (en bordure du « Sahara espagnol »), dite aussi « zone de Tarfaya » ou « des Tekna »[4] : « du cours inférieur du Drâ à la colonie du Rio de Oro »[3].

La zone nord, divisée en cinq provinces —  Lucus, Yebala, Ghomaras-Chauen, Rif et Kert — et, en dehors de la zone de Tanger, n'incluant également pas les présides de Ceuta et Melilla, était habitée — sans doute environ et seulement — par 70 000 musulmans et 20 000 juifs, tandis que la zone sud était une aire de nomadisme.
Elles se situaient de part et d'autre de la zone sous protectorat français.

## Histoire
Huit mois avant la convention franco-espagnole de Madrid du 27 novembre 1912, la France avait établi son protectorat dans l'Empire chérifien par le traité franco-marocain de Fès. Elle concéda en fait à l'Espagne plus une sphère d'influence au Maroc qu'un réel protectorat, faisant d'elle un « sous-locataire de la France » (expression méprisante de journaux français de l'époque).
Dans la zone nord, l'administration espagnole put mieux s'organiser après la fin de la guerre du Rif (1921-1926), lorsque cette région, profondément berbère, fut « pacifiée ».

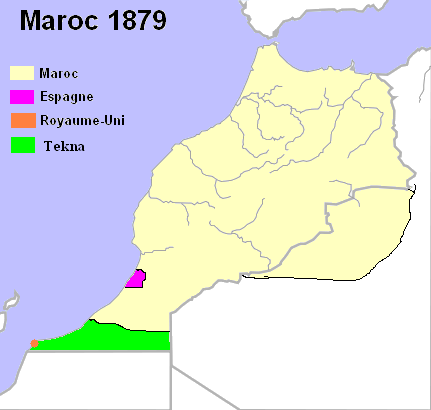
Maroc, 1879
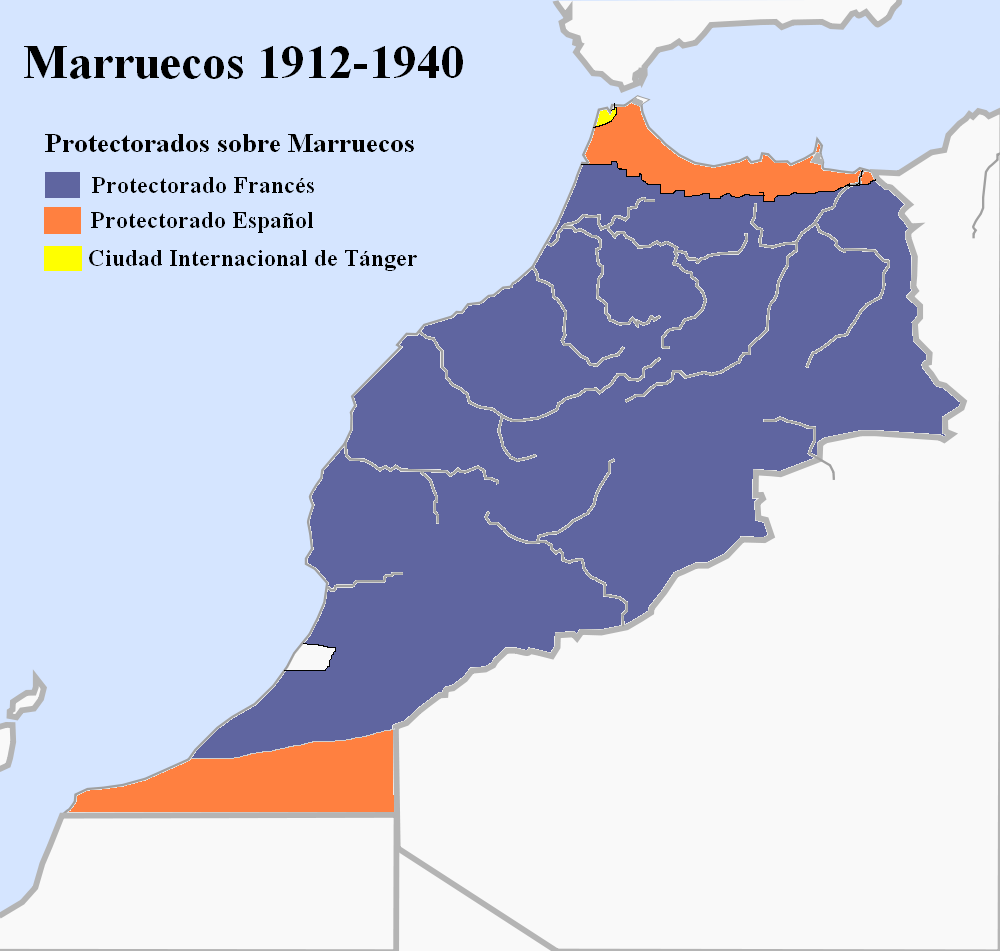
Protectorats espagnol et français au Maroc, 1912-1940, 1945-1956/1958.
République du Rif, dans la Zone Nord du protectorat espagnol, vers 1925.
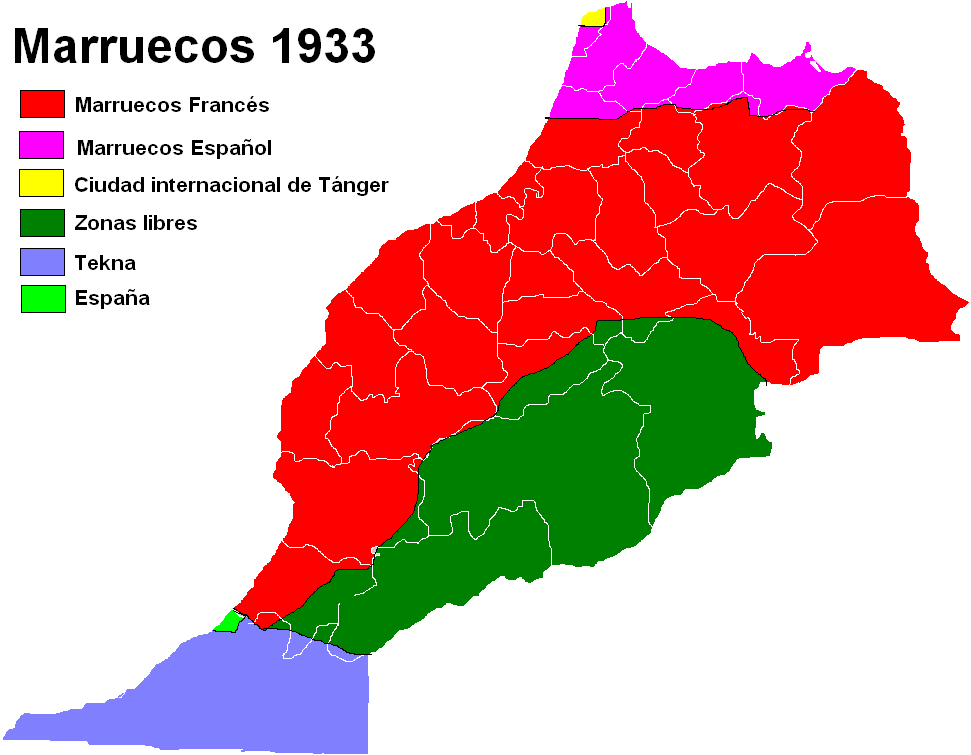
Maroc, 1933.
Zone Nord du Protectorat espagnol au Maroc, 1955.